# Вртовин
Вртовин (словен. Vrtovin, итал. Vertovino).)) је насеље у Випавској долини општини Ајдовшчина, покрајини Приморска која припада Горишкој регији Републике Словеније
Насеље се налази у средини Випава долине, површине 16,14 км² и надморској висини 159,3 метра, 14,7 км од италијанске границе, на путу Ајдовшчина — Нова Горица. Састоји се од некокико заселака: Гржели, Чебули, Фузина, гули, и Стовшка Вас јужно од главног насеља и Крти, Шатеји, Субани, Јама, Коцјани, Ребки, Чермели, Гуштини, Февчи и Лозарји у на северу.
Највиши врхови у околини су Велики Модросавец 1.335 м и Куцељ 1.237 м. Од текућих вода је поток Вртовиншчек.
Локална црква посвећена Успењу Богородице, припада парохији Камње.